# Aiguille Dibona
Die Aiguille Dibona ist ein 3131 m hoher Berg in den französischen Alpen. Er liegt in der Gebirgskette Pelvoux.

## Alpinismus
Die Erstbesteigung fand am 27. Juni 1913 durch Angelo Dibona und Guido Mayer statt. Bei Touristen ist er besonders wegen seiner dreieckigen Form beliebt, aufgrund dessen und wegen der hohen Qualität des Granits ist er beliebt bei Bergsteigern. Die vielen Routen zum Gipfel gehören zu den beliebtesten in der Gebirgskette Pelvoux.